# دانیله پچی
دانیله پچی (ایتالیایی: Daniele Pecci؛ زادهٔ ۲۳ مهٔ ۱۹۷۰) بازیگر و کارگردان فیلم اهل ایتالیا است. وی از سال ۱۹۹۰ میلادی تاکنون مشغول فعالیت بوده‌است.
از فیلم‌ها و مجموعهه‌های تلویزیونی‌ای که وی در آن نقش داشته‌است، می‌توان به پاپ ژان پل دوم، توریست، راهنمای عشق ۳ و دردسرسازان اشاره کرد.